# Irma Rausz
Irma Jakowlewna Rausz (ros. И́рма Я́ковлевна Ра́уш; ur. 21 kwietnia 1938 w Saratowie) – radziecka aktorka oraz reżyserka filmowa. Pierwsza żona Andrieja Tarkowskiego.

## Wybrana filmografia

### Aktorka
- 1962: Dziecko wojny jako matka Iwana
- 1966: Andriej Rublow jako duroczka
- 1967: Doktor Wiera

### Reżyserka
- 1982: Bajka opowiedziana nocą